# Hallå där bonde
Hallå där bonde är en sång inspelad av det kommunistiska proggbandet Knutna nävar, och finns på dubbelsingeln "Vi slåss för vår framtid" från 1972. Låten handlar om den vietnamesiska gerillarörelsen FNL som Knutna Nävar och KFML(r) stödde. Sången berättar om hur en FNL-soldat lär en vietnamesisk bonde att han måste försvara sin rätt och strida mot det imperialistiska USA.